# Contea di Turkana
La Contea di Turkana è una della 47 contee del Kenya situata nella ex Provincia della Rift Valley. Al censimento del 2019 ha una popolazione di 926 976 abitanti. Il capoluogo della contea è Lodwar. Altre città importanti sono: Kakuma, Kalokol, Lokichar, Lokichogio, Lowarengak e Lokitaung.
La punta settentrionale della contea, al confine con il Sudan del Sud e Etiopia, è un'area contesa fra questi paesi. La regione, nota come Triangolo di Ilemi, è attualmente di fatto sotto l'amministrazione del Kenya.